# إريك موريلو
إريك موريلو (بالإنجليزية: Erick Morillo)‏ هو دي جي ومنتج أسطوانات أمريكي كولمبي من مواليد 26 مارس 1976.

## روابط خارجية
- إريك موريلو على موقع IMDb (الإنجليزية)
- إريك موريلو على موقع ميوزك برينز (الإنجليزية)
- إريك موريلو على موقع أول ميوزيك (الإنجليزية)
- إريك موريلو على موقع أول ميوزيك (الإنجليزية)
- إريك موريلو على موقع ديسكوغز (الإنجليزية)
- إريك موريلو على موقع كينوبويسك (الروسية)